# Seidenhaariger Schnellkäfer
| Bilder von Prosternon tessellatum                  |                                               |
|                                                    |                                               |
| Bild 1: Aufsicht                                   | Bild 2: Unterseite                            |
|                                                    |                                               |
| Bild 3: Stirnleiste rechts grün                    | Bild 4: Seitenansicht                         |
|                                                    |                                               |
| Bild 5: Behaarung                                  |                                               |
|                                                    |                                               |
| Bild 6: Prosternalfurche, rechts grün, schematisch | Bild 7: Schenkeldecken, rechts grün unterlegt |

Der Seidenhaarige Schnellkäfer (Prosternon tessellatum) ist eine Käferart der Gattung Prosternon in der Familie der Schnellkäfer (Elateridae).
Er ähnelt dem häufigen Mausgrauen Schnellkäfer (Agrypnus murinus), ist mit zehn bis zwölf Millimeter Länge jedoch kleiner und besitzt eine typische derbe Behaarung aus graugelben bis goldglänzenden gewundenen Schuppenhaaren, die in Wirbeln in alle Richtungen liegen.
Die Art wird in den Roten Listen von Rheinland-Pfalz als nicht gefährdet  eingestuft.

## Bemerkungen zum Namen
Die Art wurde von Linnaeus 1758 unter dem wissenschaftlichen Namen Elater tesselatus erstmals beschrieben. Die kurze Beschreibung  enthält die  Wendung: elytris fuscis: maculis pallidioribus confertis (lateinisch, mit dunklen Flügeldecken mit dicht gedrängten helleren Flecken). Deswegen wählt Linné den Artnamen tessulātus (lat.  gewürfelt).
Der Gattungsname Prostérnon (altgr. προστέρνον prostérnon) bedeutet Vorderbrust. In älteren Bestimmungsschlüsseln trennt die Eigenschaft, dass die Vorderbrust am Hinterrand nicht ausgerandet ist, Prosternon von anderen Gattungen.
Die Gattung Prosternon umfasst weltweit fünfzehn Arten, von denen zwei  in Europa vorkommen.

## Beschreibung des Käfers
Die Seite des Halsschildes ist vollständig gerandet, der Rand senkt sich nach vorn jedoch allmählich ab, sodass er nahe dem Kopf von oben nicht sichtbar ist. Die Vorderbrust und die unten liegenden Teile der Seiten des Halsschildes klaffen nahe dem Kopf auseinander, sind dann aber durch eine Naht miteinander verwachsen. Die Naht ist glänzend glatt und an beiden Seiten durch eine feine Linie begrenzt (doppelte Prosternalnaht, Bild 6).
Hinten ist die Vorderbrust in einen langen Fortsatz ausgezogen, der in eine Grube der Mittelbrust eingelegt werden kann (Bild 2, Bild 6). Dies ermöglicht dem Käfer das für die Familie charakteristische Hochschnellen aus der Rückenlage.
Die Klauen besitzen an der Basis ansatzweise ein Zähnchen, sind aber sonst ungezähnt. Die Hinterhüfte, die nach hinten an die Hinterbrust anschließt, ist wie bei allen Schnellkäfern zur teilweisen Aufnahme der Hinterschenkel ausgehöhlt. Den Teil, der mit der Hinterbrust auf gleicher Ebene liegt, nennt man Schenkeldecke (Bild 7). Sie ist beim Seidenhaarigen Schnellkäfer innen rund und verschmälert sich langsam nach außen, wobei sie leicht nach vorn geschwungen ist. Über den Einlenkungen der Fühler sind deutliche Stirnleisten (Bild 3) ausgebildet. Sie laufen schräg nach vorn und enden, bevor sie sich berühren. Zwischen ihnen fällt die Stirn gleichmäßig nach vorn ab. Diese Eigenschaften grenzen die beiden Unterfamilien Ctenicerinae und Agriotinae bei mitteleuropäischen Arten gegenüber anderen Unterfamilien der Schnellkäfer ab.
Die Ctenicerinae, zu denen der Seidenhaarige Schnellkäfer gehört, unterscheiden sich von den Agriotinae durch die Ausrichtung des Kopfes. Bei den Ctenicerinae fällt die Stirn flach nach vorn ab, die Mundwerkzeuge sind nach vorn gerichtet (prognath).
Innerhalb der Unterfamilie zeichnet sich die Gattung Prosternon durch die graugelbe bis goldgelbe Behaarung aus kräftigen Haaren (Schuppenhaare) aus, die auf dem Halsschild und den Flügeldecken in Wirbeln in alle Richtungen verläuft und deswegen auffällige Belichtungseffekte aufweist (Bild 5). Die zweite europäische Art Prosternon chrysocomum hat einen etwas breiteren und stärker geschwungenen Halsschild, der seine größte Breite schon vor der Mitte erreicht und bei dem die Flügeldeckenzwischenräume etwas gewölbt sind.
Der Seidenhaarige Schnellkäfer ist weniger dicht behaart und die Behaarung ist weniger lebhaft gefärbt, die Streifung bleibt gut erkennbar. Der Halsschild ist fein und sehr dicht, die Flügeldecken äußerst fein, die Streifen undeutlich punktiert. Die elfgliedrigen Fühler sind ab dem vierten Glied gesägt. Das Tier ist schwarzbraun, die leicht abstehenden Seiten der Flügeldecken rötlichbraun. Die Beine sind ebenfalls rötlichbraun, die Schenkel häufig geschwärzt, die Schienen gelegentlich. Die Flügeldecken sind gestreift, die Zwischenräume höchstens an der Basis leicht gewölbt.

## Vorkommen
Der Käfer ist in Europa, Asien und Nordamerika weit verbreitet. In Mitteleuropa ist er überall häufig, im Gebirge kommt er bis an die obere Waldgrenze vor. Der Käfer erscheint hauptsächlich im Mai und Juni auf blühendem Nadelholz, Sträuchern und niederer Vegetation, man kann ihn aber von Ende April bis Anfang August antreffen.

## Lebensweise
Die Art bewohnt verschiedenen Habitate: Nadelwälder, trockene Waldränder und Waldwiesen, aber auch Heide, Moore, Dünen und Gärten. Die Käfer findet man auf Blüten, Gebüsch, und Nadelbäumen, gelegentlich auch in Moos.
Die Larven leben in Baumstümpfen von Nadelbäumen und in Humus.